# Wilhelm Grathwohl
Wilhelm Grathwohl (auch Gratwohl geschrieben), (* 13. Februar 1815 in Reutlingen; † 26. August 1867 ebenda) war ein deutscher Politiker.

## Beruf
Wilhelm Grathwohl war Schultheiß in Neufra im Oberamt Rottweil. 1845 erfolgte seine Wahl zum Oberbürgermeister (mit dem Titel Stadtschultheiß) von Reutlingen. Dieses Amt übte er bis zu seinem Tod aus. Grathwohl starb an einem Schlaganfall, den er während seiner Begrüßungsrede anlässlich des württembergischen Feuerwehrtages in Reutlingen im großen Rathaussaal erlitt.

## Politik
Wilhelm Grathwohl war Mitglied des geheimen Rats. 1856 wurde er als Abgeordneter der guten Stadt Reutlingen in die Zweite Kammer des württembergischen Landtags gewählt. Er war Landtagsabgeordneter bis zu seinem Tod im Jahr 1867.

## Familie
Wilhelm Grathwohl war der Sohn des Schuhmachermeisters Johann Jakob Grathwohl (1786–1834), und der Anna Katherina Grathwohl geb. Votteler (1780–1857). Er hatte 12 Geschwister. 1839 heiratete er Magdalene Votteler (1816–1870), mit ihr hatte er 6 Kinder.

## Ehrungen
- Nach Wilhelm Grathwohl wurde in Reutlingen eine Straße benannt.
- 1864 erhielt er das Ritterkreuz des Friedrichs-Ordens